# Nitroglikol
Nitroglikol (diazotan glikolu etylenowego), (CH2ONO2)2 – organiczny związek chemiczny z grupy nitroestrów, pochodna glikolu etylenowego. Stosowany jako kruszący materiał wybuchowy.

## Właściwości fizyczne, chemiczne i wybuchowe
W stanie czystym i w temperaturze pokojowej jest to oleista, bezbarwna, klarowna ciecz o gęstości 1,49 g/cm3. Rozpuszcza się w większości rozpuszczalników organicznych oprócz tetrachlorometanu (CCl4) i benzyny.
Energia wybuchu nitroglikolu wynosi ok. 6,6 MJ/kg, co stanowi ok. 169% energii trotylu i przewyższa także energię wybuchu nitrogliceryny. W próbie Trauzla wydęcie bloku ołowianego wynosi 600 cm3 (z przybitką piaskową) lub 650 cm3 (z przybitką wodną) i są to jedne z najwyższych notowanych wartości spośród wszystkich znanych materiałów wybuchowych. Objętość gazowych produktów wybuchu to 737 dm3/kg. Podobnie jak nitrogliceryna, nitroglikol może detonować na dwa sposoby. Przy słabym pobudzeniu prędkość detonacji wynosi 1000–3000 m/s, natomiast przy silnym czynniku inicjującym i w mocnej osłonce prędkość ta wynosi od 6800–8300 m/s. Bilans tlenowy nitroglikolu wynosi 0%, co stanowi o jego przewadze w sile nad innymi materiałami wybuchowymi w stanie czystym. Jest także bezpieczniejszy w stosowaniu od nitrogliceryny.

## Otrzymywanie
Nitroglikol otrzymywany jest w reakcji glikolu etylenowego z mieszaniną nitrującą:
(CH2OH)2 + 2HNO3 --- H2SO4→ (CH2ONO2)2 + 2H2O
Do przemywania z kwasów odpadkowych używa się małych ilości wody, gdyż nitroglikol względnie dobrze się w niej rozpuszcza. Wydajność po przemywaniu wodą wynosi ok. 77% wydajności teoretycznej.
Innym sposobem otrzymywania nitroglikolu jest działanie kwasem azotowym na tlenek etylenu i estryfikacja otrzymanego produktu mieszaniną nitrującą. Metoda ta szerzej się nie przyjęła.

## Zastosowanie
Mimo że jest silniejszy od nitrogliceryny oraz mniej wrażliwy na bodźce mechaniczne, nie znalazł takiego jak nitrogliceryna zastosowania w przemyśle ze względu na swoją dużą lotność (20 razy większą od nitrogliceryny). Jest czasem dodawany do dynamitów w celu otrzymania dynamitów niezamarzających. Glikol jest wtedy poddawany nitrowaniu (a ściślej: estryfikacji) razem z gliceryną.
W stanie czystym nie jest stosowany z takich samych powodów, co nitrogliceryna – ciekły stan skupienia utrudnia elaborację amunicji, a wrażliwość na bodźce mechaniczne stwarza niebezpieczeństwo przypadkowego wybuchu.

## Działanie fizjologiczne
Tak jak pozostałe estry kwasu azotowego, nitroglikol po wziewie lub spożyciu powoduje rozkurcz mięśni gładkich w ścianie naczyń krwionośnych (wazodylatację), co obniża ciśnienie tętnicze krwi. Objawia się to bólem głowy, czasem bardzo dokuczliwym.